# EXL 100

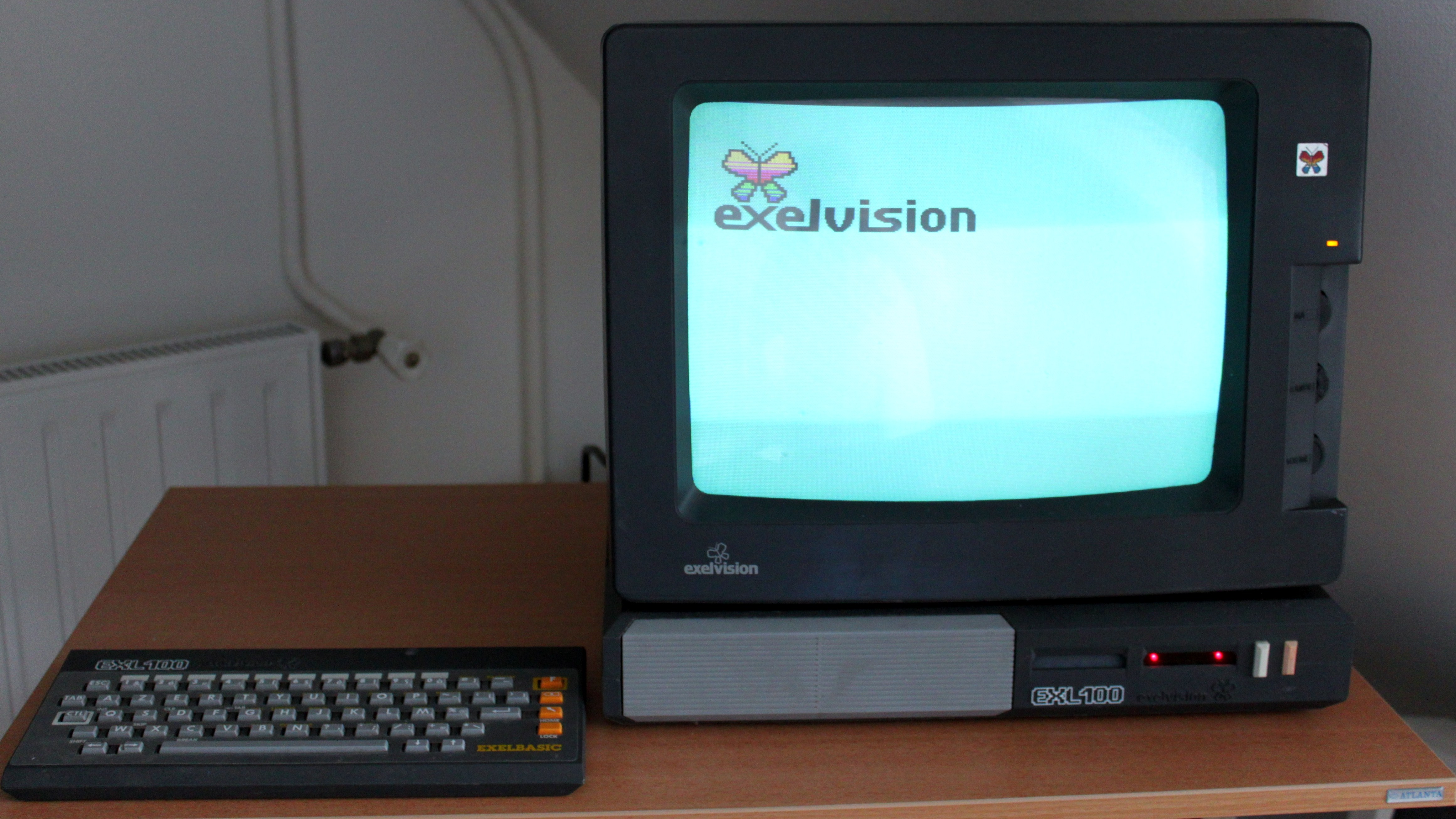
EXL 100 con monitor originale

L'EXL 100, nome esteso Exelvision EXL 100, è un home computer a 8 bit prodotto nel 1984-1985 dall'azienda francese Exelvision, che aveva sede al Sophia-Antipolis ed era parte del gruppo Compagnie générale de constructions téléphoniques (CGCT).
Era pensato per l'utilizzo familiare e le sue peculiarità erano periferiche con collegamento a infrarossi, sintesi vocale integrata e compatibilità con le norme Videotex.
Si basa su due microprocessori della Texas Instruments, il TMS 7020 e il TMS 7041, dedicati rispettivamente alla gestione dello schermo e degli ingressi/uscite. Sono presenti inoltre i circuiti integrati TMS 3556 dedicato al video e TMS 5220 A dedicato alla sintesi vocale. Il video è in modalità testo a 40x25 caratteri o grafica a 320x250 pixel, con 8 colori completamente mescolabili. La RAM è di 34 kB espandibili a 290 kB. Una versione propria del linguaggio BASIC (Exelbasic) risiede in ROM da 16 kB. La tastiera è di tipo francese AZERTY a 61 tasti. I suoi joystick, oltre ai pulsanti di fuoco, sono dotati di tastierino numerico integrato a 12 tasti. Grazie all'infrarosso, tastiera e joystick senza fili possono funzionare a distanza di fino a 8 m dal ricevitore..
L'EXL 100 era rivolto al mercato francese, ma non trovò molta diffusione, probabilmente a causa della concorrenza dei computer Thomson MO/TO e del nuovo Amstrad CPC. Entrò a far parte (fonti dubbie parlano di 9000 unità ordinate) del piano scolastico governativo francese Informatique pour tous, ma anche qui fu la Thomson a conquistare la fetta maggiore.
Nel 1986 fu seguito dall'Exeltel, un modello con modem integrato, in particolare per la connessione a Minitel.